# Під ігом
«Під ігом» — роман патріарха болгарської літератури Івана Вазова, є відображенням бурхливої визвольної епохи боротьби болгарського народу проти турецького панування.
Роман був написаний в Одесі в 1888 році, а опублікований в Болгарії в 1894 р. Перекладений більш ніж на 30 мов народів світу. У 2009 році роман став переможцем у кампанії Великого читання у Болгарії.

## Сюжет
Сюжет романа «Під ігом» розгром средногорського повстання 1876 року. Вазов малює яскраву картину життя Болгарії в довизвольну епоху, як представників революційного і еволюційного крила в революційному русі, так і взаємини різних класових груп. Автор детально малює життя заможного селянина чорбаджі Марка, якого головний герой роману Бойчо Огнянова схилив на сторону революції. Чорбаджі Марко — добродушний глава численного сімейства, в домі якого розпочинається дія роману, несе в собі багато традиційних рис болгарина, його образу і психології: любов до дому, сім'ї, прагнення до порядку, культ просвіти.
|              | Я поставив собі за мету змалювати життя болгар в останні дні рабства і відтворити революційний дух Квітневого повстання. |
| — Іван Вазов | |

## Персонажі
- Іван Краліч (Бойчо Огнянов)
- Соколов
- Рада Господиня
- Киріак Стефчов
- Чорбаджи Марко Іванов
- Чорбаджі Юрдан Діамандієв
- Пані Хаджі Ровоама
- Ігумен Нафанаїл
- Мунчо
- Сліпе колчо
- Кандов
- Поп Ставрі
- Чорбаджі Мічо Бейзадето
- Христакі Заманов
- Муратліський
- Фратю
- Іван Борімечка
- Марія
- Шериф так
- Тосун Бей

## Екранізації
- Під ігом (болг. Под игото, 1952) — режисер Дако Даковський.
- Під ігом (болг. Под игото, 1990) — режисер-постановник Янко Янков.